# José Isidro Yáñez
José Isidro Yáñez y Nuño (Caracas, Virreinato de Nueva Granada. 1759 – Toluca, Estado de México, México, 7 de septiembre de 1832) fue un político mexicano destacado durante el fin de la independencia de México y la vida del Primer Imperio Mexicano.
Fue miembro de la Junta Provisional legislativa en 1821 como oidor de la Audiencia de México. Posteriormente integró la Primera Regencia de México desde 28 de septiembre de 1821 hasta el 11 de abril de 1822 junto con Agustín de Iturbide, Antonio Pérez Martínez y Robles, Manuel de la Bárcena y Manuel Velázquez de León y Pérez. Perteneció a la Segunda Regencia del 11 de abril al 18 de mayo de 1822 junto a Agustín de Iturbide, Miguel Valentín y Tamayo, Manuel de Heras Soto y Nicolás Bravo.